# Fürmannalm
Die Fürmannalm in der Gemeinde Anger in Oberbayern ist ein Bauernhof und Berggasthof im Gemeindeteil Irlberg.
In ein modernes Nebengebäude der Alm integriert ist ein als Baudenkmal gelisteter erdgeschossiger Getreidespeicher, der in Blockbauweise errichtet, mit Ornamenten bemalt und der Jahreszahl 1607 bezeichnet ist. Auch eine Haustür aus dem 19. Jahrhundert ist ein Baudenkmal.
Der Hof liegt auf 861 m Höhe. Seine Lage ist bei Paraglidern, Wanderern und Radfahrern beliebt und bietet einen Ausblick in das gesamte Voralpenland bis nach Oberösterreich und ins Innviertel. Die einzige asphaltierte Zufahrt über die Irlbergstraße hat eine Steigung von ca. 20 %. Ebenfalls führen auf die Führmannalm verschiedene Wanderwege und man kann von dort etliche Wanderungen auf die umliegenden Berge machen.